# Литовка (Охтирський район)
Лито́вка — село в Україні, у Чернеччинській сільській громаді Охтирського району Сумської області. Населення становить 227 осіб. Колишній орган місцевого самоврядування — Бакирівська сільська рада.

## Географія
Село Литовка знаходиться на лівому березі річки Ворскла, вище за течією на відстані 1,5 км розташоване село Бакирівка, нижче за течією на відстані 3 км розташоване село Климентове, на протилежному березі — село Зарічне. Річка в цьому місці звивиста, утворює лимани, стариці і заболочені озера. До села примикає лісовий масив (сосна).

## Історія
Біля села Литовка знайдені знаряддя праці доби бронзи (ІІ тис. до н. е.).
За даними на 1864 рік у казенному селі Кириківської волості Охтирського повіту Харківської губернії мешкала 661 особа (308 чоловічої статі та 353 — жіночої), налічувалось 77 дворових господарств.
За переписом 1897 року кількість мешканців зросла до 1021 особи (494 чоловічої статі та 527 — жіночої), з яких всі — православної віри.
Станом на 1914 рік кількість мешканців села зросла до 1198 осіб.
Село постраждало внаслідок геноциду українського народу, проведеного урядом СССР 1932–1933 та 1946–1947 роках.
12 червня 2020 року, відповідно до розпорядження Кабінету Міністрів України № 723-р «Про визначення адміністративних центрів та затвердження територій територіальних громад Сумської області», село увійшло до складу Черниччинської сільської громади.
19 липня 2020 року, в результаті адміністративно-територіальної реформи та ліквідації Охтирського району(1923-2020), село увійшло до складу новоутвореного Охтирського району.

## Люди
В селі народився Молоштанов Микола Іванович (1908—1994) — український художник.